# Drenovica Lipnička
Drenovica Lipnička is een plaats in de gemeente Ribnik in de Kroatische provincie Karlovac. De plaats telt 8 inwoners (2001).